# Грекетто

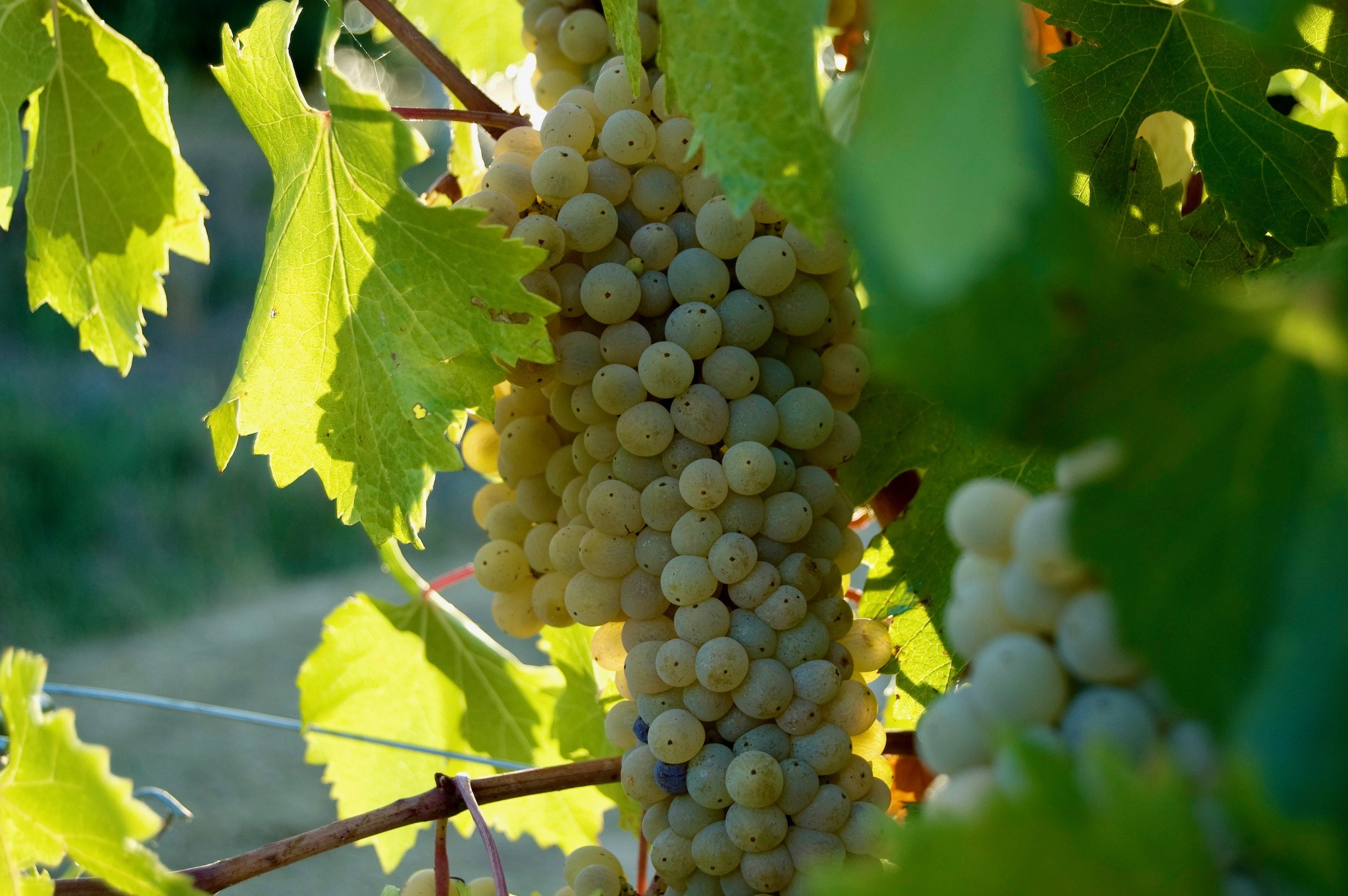
Гроно грекетто

Грекетто або Грекетто Б'янко («італ. Grechetto») — італійський технічний сорт білого винограду.

## Географія сорту
Сорт є автохтонним для регіону Умбрія, де він є одним з найпоширеніших білих сортів. Також вирощується у Лаціо, Марке та Тоскані.

## Історія
Грекетто має давню історію. Ймовірно сорт завезений на Апеннінський півострів за часів Давньої Греції.

## Характеристики сорту
Пізньостиглий маловрожайний сорт винограду. Верхівка пагону віялоподібна, блідо-зелена, вкрита опушенням. Суцвіття середнього розміру, циліндрично-конусоподібні, напівзакриті квіти, зелений квітконос. Лист середнього розміру, подовжений, п'ятикутний, трилопатевий або рідше п'ятилопатевий; черешковий синус V-, U- або ліроподібний, більш-менш відкритий; верхні бічні пазухи, еліптичні, напівзакриті або відкриті, середні або неглибокі. Гроно промислової зрілості середнього розміру, циліндричне або крилате, щільне або напівщільне, плодоніжка середньої довжини й товщини, зелена. Ягода середнього розміру, овальної форми, вкрита шаром кутину. Шкірка жовтувата, тонка, міцна, часто через неї видно насіння. М'якоть з простим та солодким смаком. Виноградна кісточка — від 1 до 3 на ягоду, середнього розміру, правильної форми.

## Характеристики вина
З грекетто зазвичай виготовляють купажні сухі вина у поєднанні з Треб'яно, мальвазією та іншими сортами. Також можуть вироблятись моносортові вина. З цього винограду отримують вина солом'яно-жовтого кольору із зеленуватими відблисками. Аромат ніжний фруктовий, присутні ноти персика, груші. Рівень кислотності середній. З винограду, враженого благородною пліснявою виробляють вино з горіховим присмаком та маркуванням італ. abboccato. Іноді виноград використовують для виробництва ігристих вин. Сухі вина з грекетто гарно поєднуються з супами, пастою, морепродуктами, білим м'ясом.

## Синоніми
Сорт має багато синонімів, зокрема італ. Grechetto nostrale, Greco spoletino, Greco bianco di Perugia, Grechetto bianco, Stroppa volpe, Pignoletto, Pulcinculo bianco, Pulce, Greco, Pizzinculo, Strozzavolpe, Occhietto, Montanarino bianco, Grecherello, Pistillo, Grechetto di Todi, Greco gentile, Montanaro, Uva di San Marino.